# Христиан Фоти
Христиан Фоти е български футболист. Играе като десен защитник за кипърския Омония (Арадипу).

## Биография
Христиан Фоти е роден на 16 октомври 2001 г. във Варна.
Играл е от 2007 до 2017 г. за детско-юношеската формация на ПФК Черно море (Варна). От лятото на 2017 г. до 2019 г. играе за АК Омония Никозия.
На 29 април 2018 г. Фоти дебютира за първия отбор на АК Омония Никозия. Записва 60 игрови минути като титуляр, по-късно заменен от Боря Екиза.

## Национална кариера
Фоти получава повиквателна от Викторио Павлов за България до 17 г., където националния отбор участва на Европейски Квалификации УЕФА до 17 г.. На 10 октомври 2017 г. получава шанс за изява като резерва срещу Украйна до 17 г., но получава контузия и не взема участие в останалите две срещи на България до 17 г. срещу Азербейджан до 17 г. (2:1 за Азербейджан) и Ирландия до 17 г. (0:3 за Р. Ирландия).